# 浜松市舞阪文化センター
舞阪協働センター（はままつしまいさかぶんかセンター）は浜松市中央区舞阪町舞阪にある文化施設。もともとは舞阪町町営の総合センターであったが、平成の大合併により浜松市に編入され、「浜松市舞阪文化センター」に名称変更している。

## 概要
定員約380席の多目的ホール、和室、会議室などを備えた文化施設である。
- ホール - 座席数378人。
- 多目的室
- 和室5室
- 小会議室4室
- 中会議室2室
- 大会議室1室
- 調理室

## 交通アクセス
- 東海道本線 弁天島駅より徒歩5分。
- 駐車場（約30台・無料）

## その他
- 開館時間: 9:00–21:30
- 休館日: 月曜日、年末年始